# ميرنا دوريس
ميرنا دوريس (بالإيطالية: Mirna Doris)‏ هي مغنية إيطالية، ولدت في 28 سبتمبر 1942 في نابولي في إيطاليا.

## وصلات خارجية
- ميرنا دوريس على موقع IMDb (الإنجليزية)
- ميرنا دوريس على موقع ميوزك برينز (الإنجليزية)
- ميرنا دوريس على موقع أول ميوزيك (الإنجليزية)
- ميرنا دوريس على موقع ديسكوغز (الإنجليزية)